# Бад-Готтлойба-Берггісгюбель
Бад-Готтлойба-Берггісгюбель (нім. Bad Gottleuba-Berggießhübel) — місто в Німеччині, розташоване в землі Саксонія. Входить до складу району Саксонська Швейцарія — Східні Рудні Гори. Центр об'єднання громад Бад-Готтлойба-Берггісгюбель.
Площа — 88,75 км2. Населення становить 5538 ос. (станом на 31 грудня 2020).

## Галерея

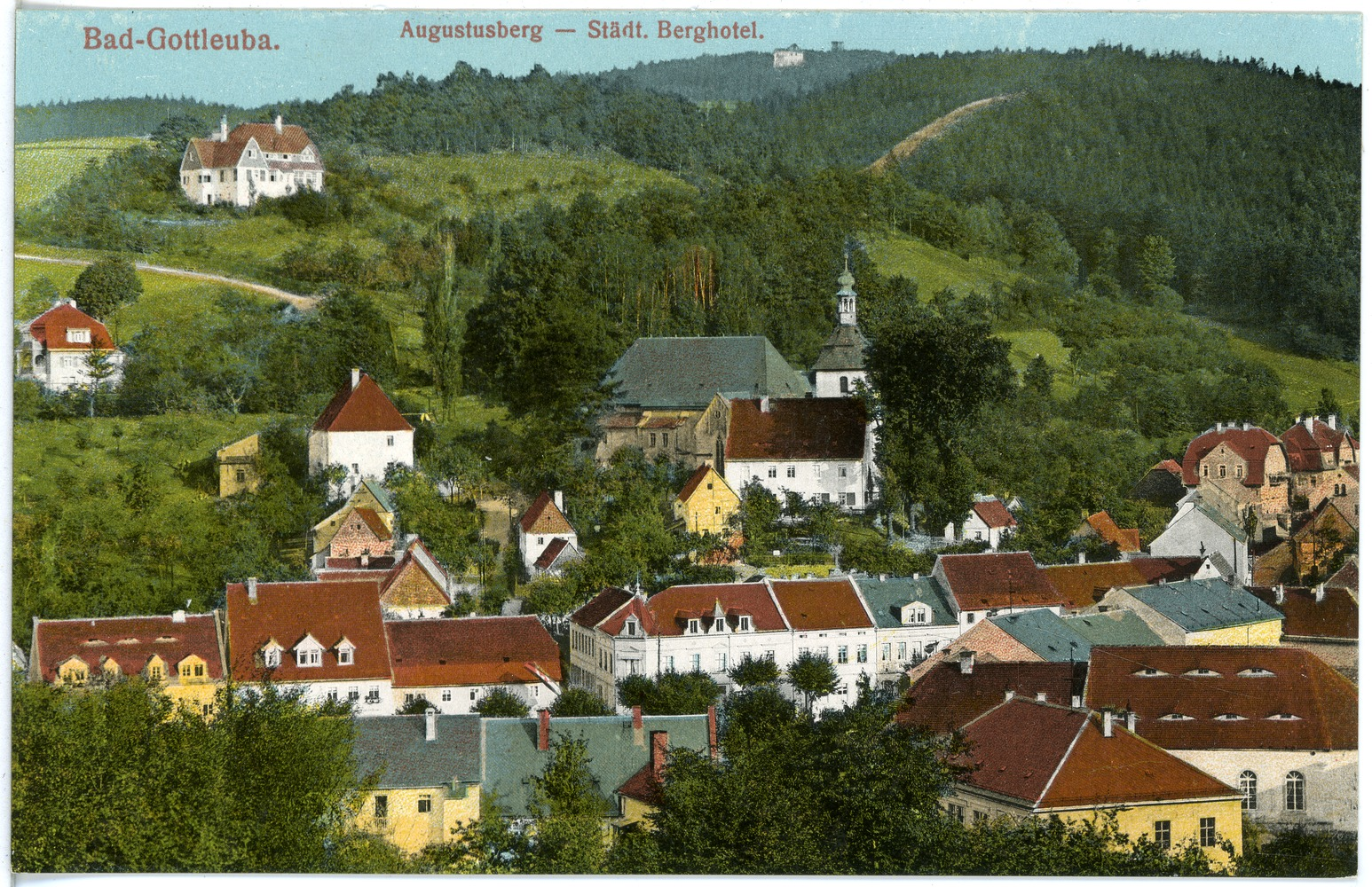
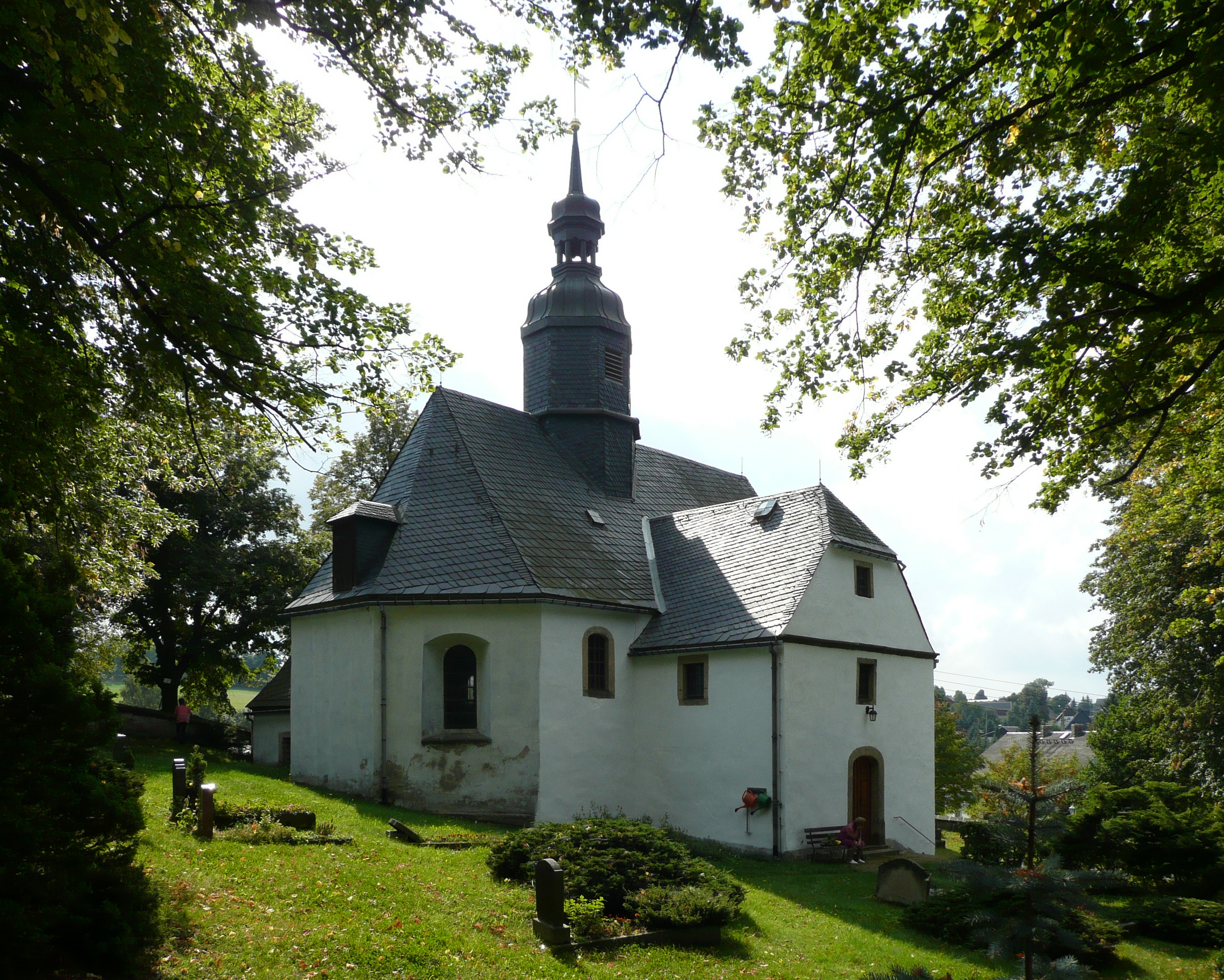
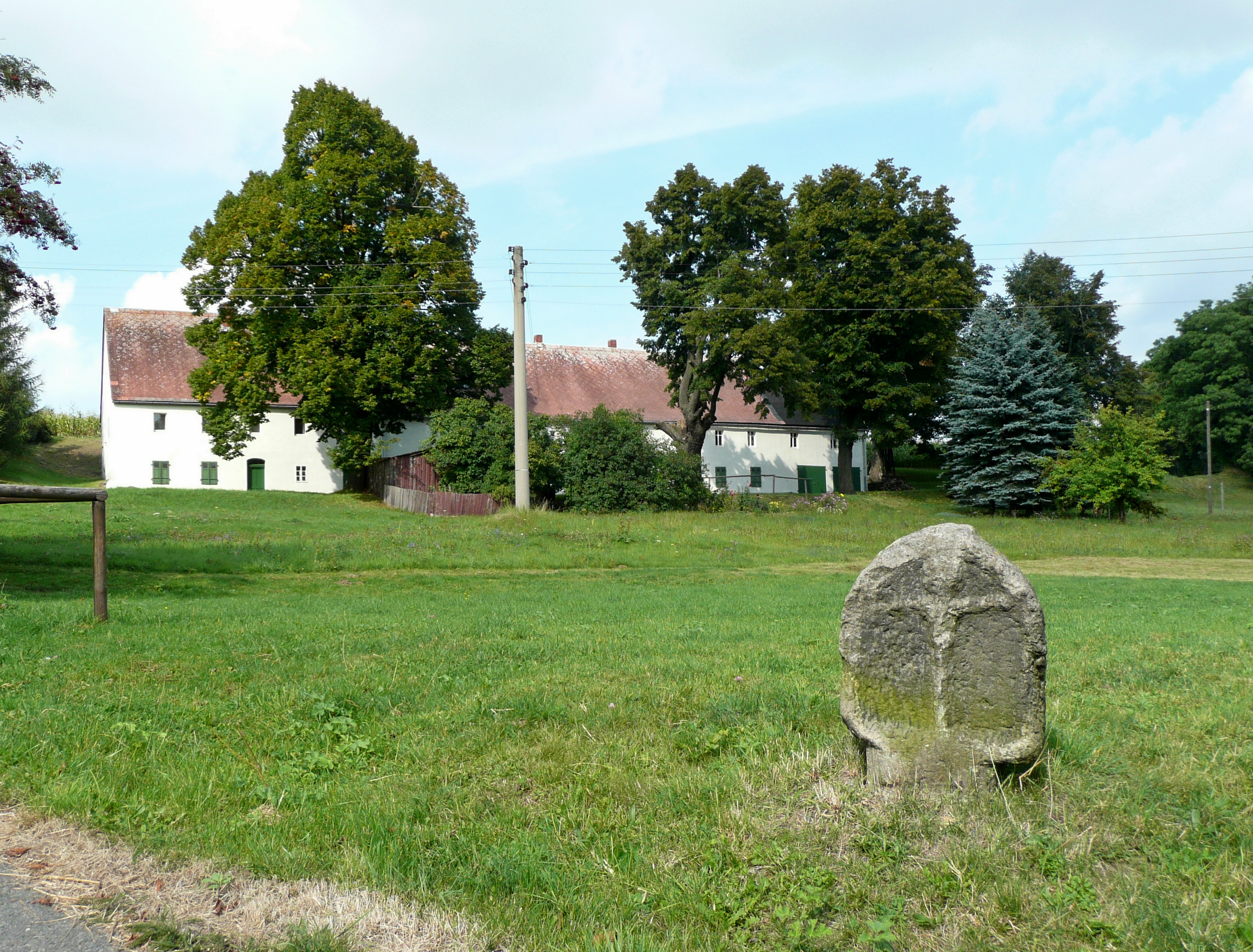
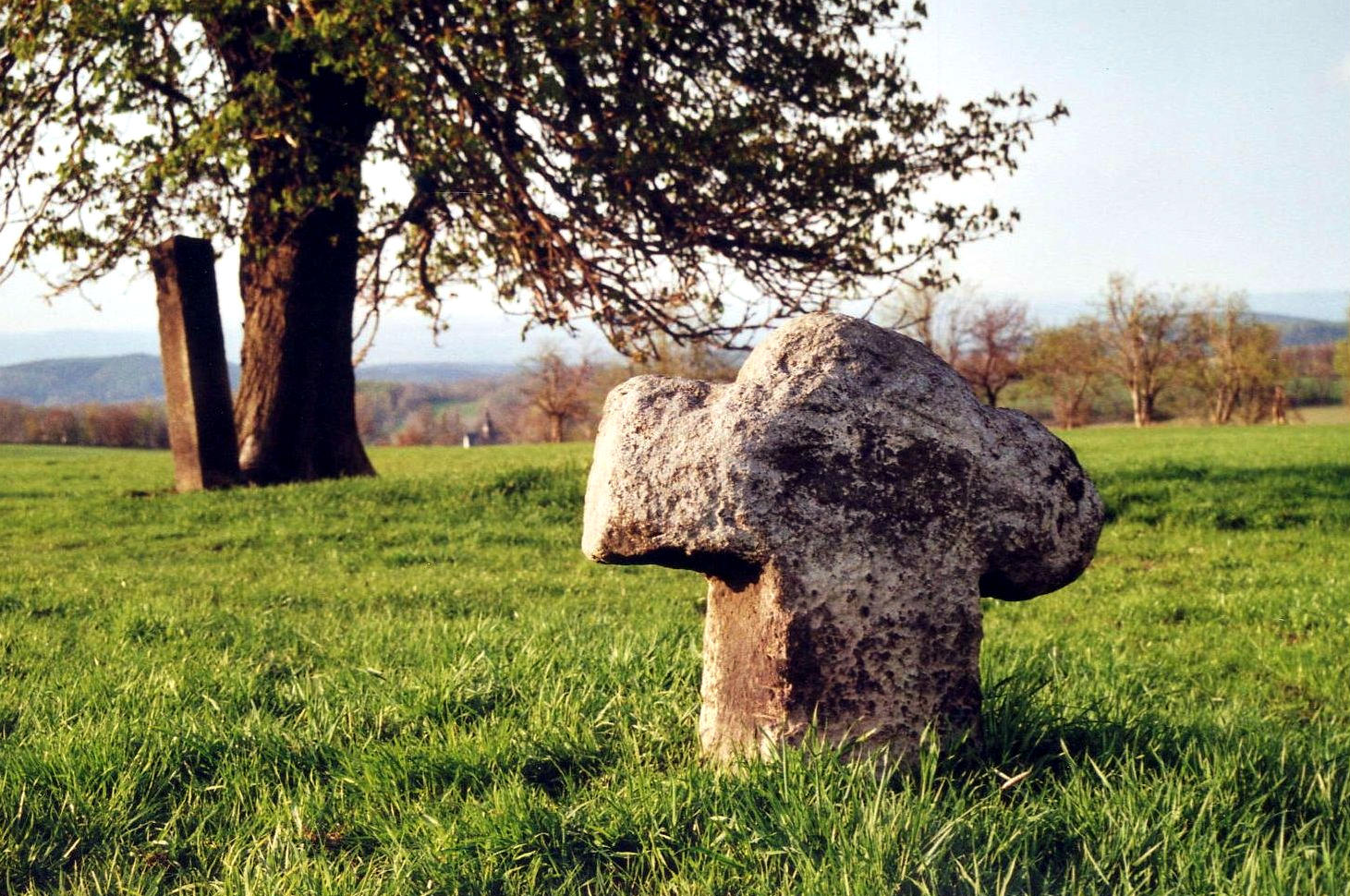
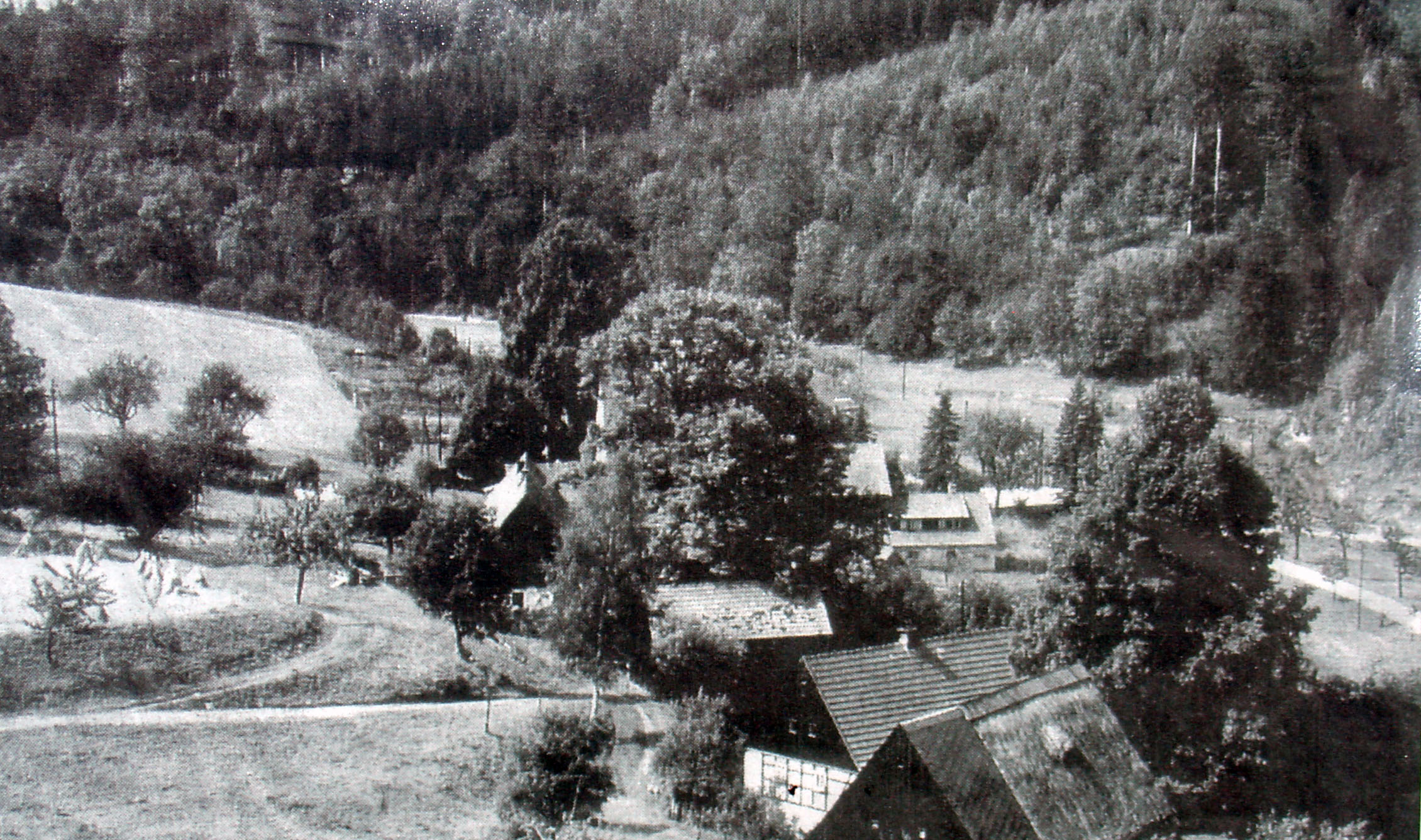
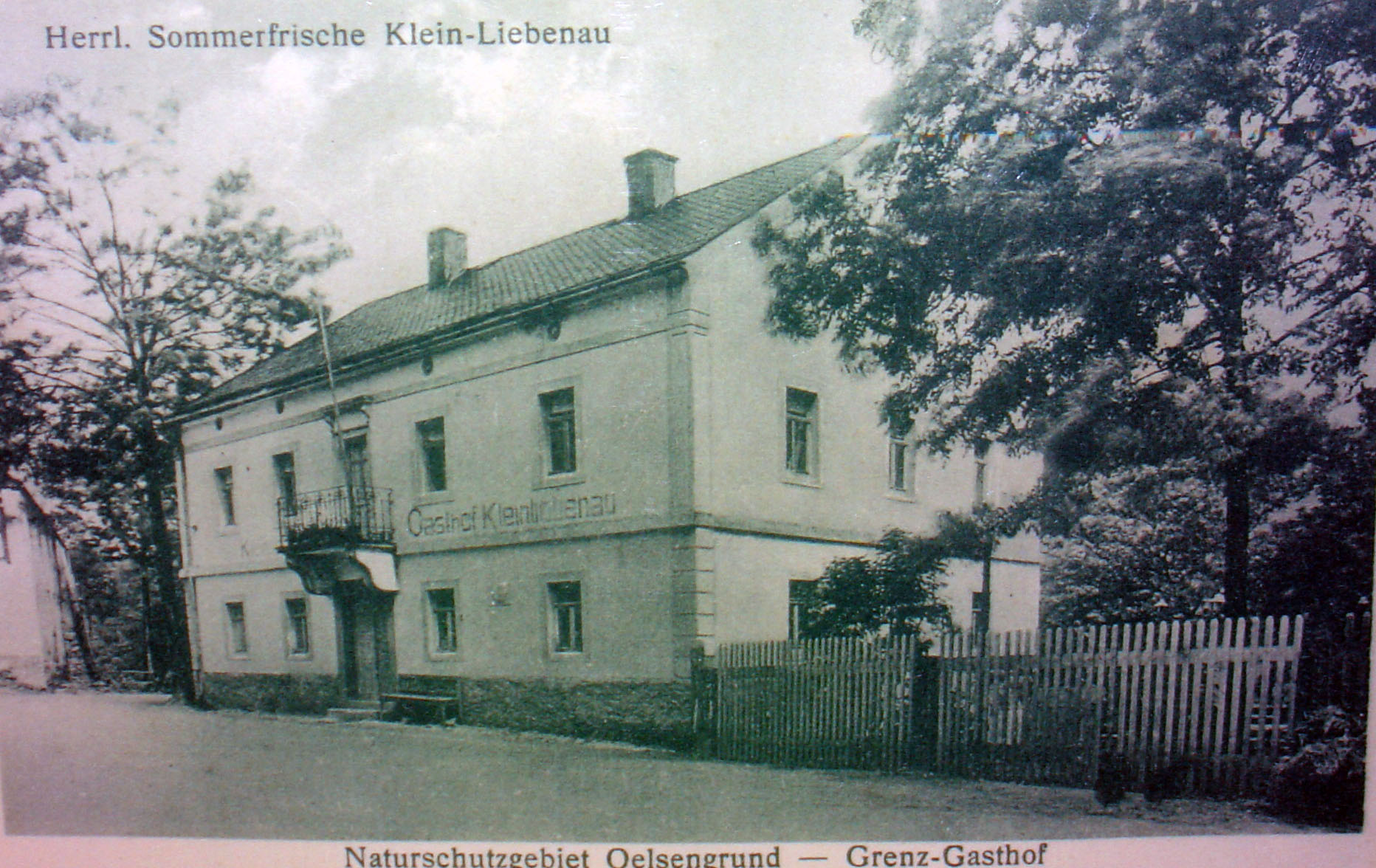